# Esquí acrobàtic als Jocs Olímpics d'hivern de 2018 - Migtub masculí
La prova de migtub masculí va ser una de les deu proves que es disputaren als Jocs Olímpics d'Hivern de 2018 de Pyeongchang (Corea del Sud) dins el programa d'esquí acrobàtic. La competició es va disputar el 20 i 22 de febrer de 2018 al Bogwang Phoenix Park.

## Medaller
| Or               | Argent              | Bronze              |
| David Wise (USA) | Alex Ferreira (USA) | Nico Porteous (NZL) |

## Resultats

### Classificació
Q — classificat per la final
Els 12 millors atletes de la primera ronda passen a la final.
| Posició | Dorsal | Atleta                     | País                       | Sèrie 1 | Sèrie 2 | Millor | Notes |
| ------- | ------ | -------------------------- | -------------------------- | ------- | ------- | ------ | ----- |
| 1       | 3      | Aaron Blunck               | Estats Units               | 63.20   | 94.40   | 94.40  | Q     |
| 2       | 1      | Alex Ferreira              | Estats Units               | 92.60   | 43.40   | 92.60  | Q     |
| 3       | 7      | Torin Yater-Wallace        | Estats Units               | 89.60   | 33.60   | 89.60  | Q     |
| 4       | 27     | Byron Wells                | Nova Zelanda               | 88.60   | 42.00   | 88.60  | Q     |
| 5       | 16     | Beau-James Wells           | Nova Zelanda               | 86.20   | 88.20   | 88.20  | Q     |
| 6       | 5      | Kevin Rolland              | França                     | 87.80   | 37.80   | 87.80  | Q     |
| 7       | 9      | Mike Riddle                | Canadà                     | 6.40    | 82.20   | 82.20  | Q     |
| 8       | 2      | David Wise                 | Estats Units               | 24.80   | 79.60   | 79.60  | Q     |
| 9       | 6      | Noah Bowman                | Canadà                     | 43.00   | 77.20   | 77.20  | Q     |
| 10      | 8      | Thomas Krief               | França                     | 74.40   | 25.80   | 74.40  | Q     |
| 11      | 15     | Nico Porteous              | Nova Zelanda               | 51.20   | 72.80   | 72.80  | Q     |
| 12      | 19     | Andreas Gohl               | Àustria                    | 68.60   | 31.60   | 68.60  | Q     |
| 13      | 4      | Simon d'Artois             | Canadà                     | 66.60   | 40.40   | 66.60  |       |
| 14      | 21     | Murray Buchan              | Regne Unit                 | 66.00   | 65.40   | 66.00  |       |
| 15      | 12     | Peter Speight              | Regne Unit                 | 3.80    | 64.60   | 64.60  |       |
| 16      | 20     | Lukas Müllauer             | Àustria                    | 17.00   | 63.60   | 63.60  |       |
| 17      | 22     | Miguel Porteous            | Nova Zelanda               | 40.40   | 62.60   | 62.60  |       |
| 18      | 10     | Joel Gisler                | Suïssa                     | 59.80   | 9.80    | 59.80  |       |
| 19      | 14     | Rafael Kreienbühl          | Suïssa                     | 55.20   | 22.20   | 55.20  |       |
| 20      | 24     | Mao Bingqiang              | R.P. de la Xina            | 53.00   | 54.60   | 54.60  |       |
| 21      | 18     | Marco Ladner               | Àustria                    | 54.20   | 39.40   | 54.20  |       |
| 22      | 23     | Brendan Newby              | Irlanda                    | 53.80   | 53.80   | 53.80  |       |
| 23      | 26     | Kong Xiangrui              | R.P. de la Xina            | 47.40   | 50.80   | 50.80  |       |
| 24      | 13     | Pavel Chupa                | Atletes Olímpics de Rússia | 46.80   | 25.80   | 46.80  |       |
| 25      | 11     | Robin Briguet              | Suïssa                     | 23.00   | 29.40   | 29.40  |       |
| 26      | 17     | Alexander Glavatsky-Yeadon | Regne Unit                 | 10.80   | 15.00   | 15.00  |       |
| 27      | 25     | Lee Kang-bok               | Corea del Sud              | 5.80    | 13.00   | 13.00  |       |

### Final
La final es va disputar el 22 de febrer a les 12:22.
| Posició | Dorsal | Atleta              | País         | Sèrie 1 | Sèrie 2 | Sèrie 3 | Millor | Notes |
| ------- | ------ | ------------------- | ------------ | ------- | ------- | ------- | ------ | ----- |
| 1       | 2      | David Wise          | Estats Units | 17.00   | 6.40    | 97.20   | 97.20  |       |
| 2       | 1      | Alex Ferreira       | Estats Units | 92.60   | 96.00   | 96.40   | 96.40  |       |
| 3       | 15     | Nico Porteous       | Nova Zelanda | 82.40   | 94.80   | 30.00   | 94.80  |       |
| 4       | 16     | Beau-James Wells    | Nova Zelanda | 87.40   | 52.20   | 91.60   | 91.60  |       |
| 5       | 6      | Noah Bowman         | Canadà       | 89.40   | 19.20   | 11.20   | 89.40  |       |
| 6       | 9      | Mike Riddle         | Canadà       | 85.40   | 26.00   | 27.40   | 85.40  |       |
| 7       | 3      | Aaron Blunck        | Estats Units | 81.40   | 5.60    | 84.80   | 84.80  |       |
| 8       | 19     | Andreas Gohl        | Àustria      | 14.60   | 46.00   | 68.80   | 68.80  |       |
| 9       | 7      | Torin Yater-Wallace | Estats Units | 65.20   | 28.80   | 12.20   | 65.20  |       |
| 10      | 8      | Thomas Krief        | França       | 9.80    | DNS     | DNS     | 9.80   |       |
| 11      | 5      | Kevin Rolland       | França       | 6.40    | 6.40    | 5.60    | 6.40   |       |
| 12      | 27     | Byron Wells         | Nova Zelanda | DNS     | DNS     | DNS     | DNS    |       |